# 2-乙烯基-4,6-二氨基-1,3,5-三嗪
2-乙烯基-4,6-二氨基-1,3,5-三嗪是一种有机化合物，化学式为(H2NC)2N3CCH=CH2，它是无色固体，是某些氢键聚合物的单体前体。它和4-溴-1,2-苯二酚在钯催化剂的存在下反应，可以得到4-[2-(4,6-二氨基-1,3,5-三嗪-2-基)乙基]-1,2-苯二酚。